# Thliboscelus hypericifolius
Thliboscelus hypericifolius är en insektsart som först beskrevs av Stoll, C. 1813.  Thliboscelus hypericifolius ingår i släktet Thliboscelus och familjen vårtbitare. Inga underarter finns listade i Catalogue of Life.